# Het kistje van Sir Pimpeldon
Het kistje van Sir Pimpeldon is het 287e stripverhaal van Jommeke. De reeks wordt getekend door Studio Jef Nys. Het album verscheen op 15 november 2017.

## Personages
- Jommeke
- Jommeke
- Filiberke
- De Miekes
- Choco
- Sam Peper
- andere personages : Emily Cook, John Johnson en Mary, Pekkie, herbergier en inwoners van Pembroke

## Verhaal
Het album start met de terugkeer van Emily Cooke naar het vervallen kasteel van sir Jonatan Pimpeldon in het Britse Pembroke. De oude dame blijkt de laatste erfgename van lang overleden kasteeleigenaar te zijn. Ze wil hier haar laatste jaren doorbrengen en schrijfster worden. Bij haar aankomst wordt ze echter neergeslagen. Daarna gaat het album over naar de Miekes die hier een maand later in vakantie zijn bij vrienden van hun ouders. Tijdens een wandeling belanden ze ondanks verschillende waarschuwingen van lokale bewoners om het kasteel te vermijden, toch in het kasteel. Ze worden echter verrast door een onweer. Annemieke en Choco vluchten het bos in en schuilen in een grot, terwijl Rozemieke in het kasteel schuilt. Daar wordt ze echter verrast door een onbekende man. Wanneer Annemieke en Choco naar het kasteel terugkeren, vinden ze haar niet terug en besluiten alarm te slaan. Ze worden echter verrast door de onbekende man die hen uitschakelt en in een onderaardse ruimte opsluit. Ondertussen blijkt de man Sam Peper te zijn, de boef uit het album 'De witte bolhoed'. Hij woont ondertussen terug in Pembroke en gedraagt zich voorbeeldig waardoor niemand hem verdenkt. Hij houdt ook Emily Cooke gevangen. In al die tijd is hij nog steeds op zoek naar een nieuwe schat waarvan hij vermoedt dat die nog in het kasteel te vinden is.
Ondertussen merken John en Mary, waar de Miekes verblijven, hun verdwijning op. Ze schakelen Jommeke en zijn vrienden in om de Miekes op te sporen. Daarbij ontmoet Jommeke onder meer Sam Peper die beweert eerlijk te zijn, maar hij gelooft dit niet. De Miekes blijven voorlopig onvindbaar, maar dan schakelt het verhaal terug over op Rozemieke die ontwaakt in het kasteel. Ze herinnert zich dat ze vluchtte voor een man met een kap en door een vloer zakte. Daarna stortte een deel van de tunnel waar ze belandde in en raakt ze bewusteloos door rondvliegend puin. Ze zoekt een uitweg en vindt onderweg een kistje met een schat in die ze meeneemt. Ze kan zich uiteindelijk bevrijden en wordt door Jommeke en Flip in de vliegende bol opgemerkt. In het kistje vinden ze ook een testament van sir Pimpeldon die het fortuin aan zijn nicht Trudy Cooke schenkt, de enige van de familie die hem genegen was.
De volgende dag merkt Jommeke Sam Peper op en vertelt hem bewust over Rozemieke die terug gevonden is en de schat die ze vond in het kasteel. Sams reactie maakt hem nog verdachter voor hen. Filiberke is ondertussen met Pekkie op zoektocht waarbij het met primitieve middelen een reuk- en oor-versterker maakte en inzet. Deze keer heeft hij succes en ontdekt hij waar Annemieke en Choco opgesloten zitten. De vrienden willen echter de onbekende man uit het kasteel vinden en gaan opnieuw op zoek. Deze keer ontdekken ze Emily en kunnen ze haar bevrijden. Sam Peper ontdekt dat ook Emily bevrijd is en besluit te vluchten. Hij wordt echter opgemerkt door Flip, maar slaagt er in die gevangen te nemen. Jommeke heeft inmiddels een list bedacht om Sam te ontmaskeren. Rozemieke maakt Sam wijs dat de geest van sir Pimpeldon haar kistje gestolen heeft en terug gebracht heeft naar het kasteel. Hij loopt in de val en wordt in het kasteel opgeschrikt door een vliegend spook. Hij vlucht weg met de goederen die hij in het dorp gestolen heeft, maar wordt onderschept door de vrienden en enkele bewoners van Pembroke. Het spook blijkt Jommeke op een vliegend ei te zijn. De betrapte Sam vlucht weg en de gestolen goederen worden door de herbergier aan de eigenaars teruggegeven. Flip wordt bevrijd en de schat aan Emily Cooke gegeven. Ze kan haar kasteel nu heropbouwen en heeft door het avontuur al een idee voor haar eerste boek.

## Trivia
- Het album speelt zich grotendeels af in de omgeving van de Welshe stad Pembroke waar het album De witte bolhoed zich afspeelde. Het kasteel van sir Jonatan Pimpeldon komt terug, net als de personages van de boef Sam Pepers en de herbergier.